# Qu Yuan
Qu Yuan (kin. 屈原,  Qū Yuán, čit. Ću Juen), oko 340.—278. god. pr. Kr.) bio je kineski književnik i državnik kralja južne kineske države Chu tijekom razdoblja Zaraćenih država. Život je proveo predlagajući političke reforme tvrdeći da stari i snažni dekadentni utjecaji ne mogu biti u skladu s borbenim duhom. Nevideći nikakvu budućnost za svoju zemlju Qu Yuan je u svojoj 62. godini petog dana petog mjeseca po kineskom lunarnom kalendaru, skočio u rijeku Milo u provinciji Hunan. Na taj dan se širom Kine održavaju svečanosti i utrke čamaca povodom sjećanja na ovog velikog pjesnika.

## Dijela
Napisao je dugu poemu „Lisao“ (Tuga odbačenog) u kojoj je otvoreno i oštro napao iskvarenu, trulu politiku države Chu i izrazio svoju odanost i veliku ljubav prema narodu i domovini. Među njegovim djelima nalaze se: Devet pjesama, Pitanja nebu, Devet kompozicija i druge pjesme, sva po svom sadržaju bliska poemi „Lisao
Temelj i osnovna građa njegovih pjesama su bile narodne pjesme države Chu. Oslobodio se četvorosložnog stiha karakterističnog za Knjigu pjesama i stvorio novi oblik pjesme — ču-pesmu, s različitim brojem slogova u stihovima (4—9) i naizmjeničnim rimom.